# Lumiere (azienda)

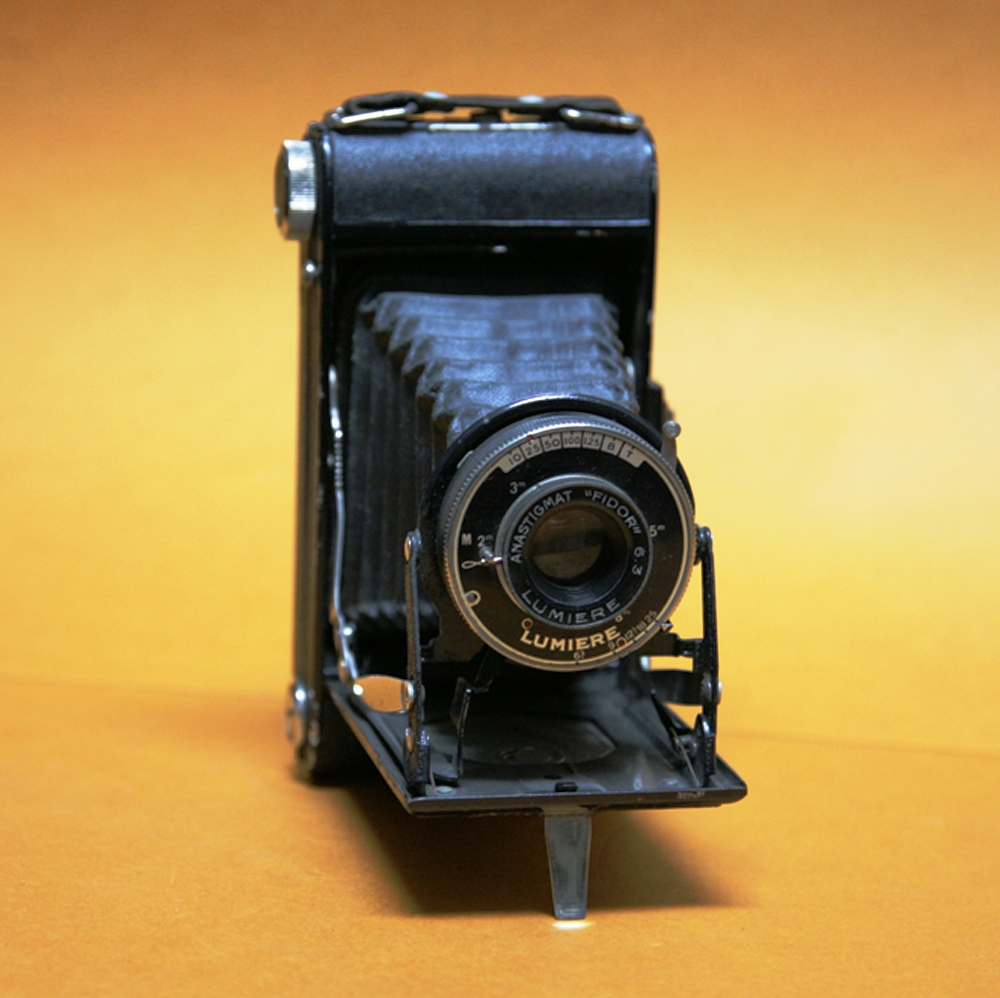
Lumiere mod.Lumirex del 1937

La Lumiere o Lumiere & Cie è stata una fabbrica di macchine fotografiche francesi fondata nel 1893 da Charles Antoine Lumière.
Questa inizià a produrre fotocamere agli inizi del  1928 fino al 1961; prima si occupava di sviluppare processi fotografici tra cui un processo di sviluppo a colori del 1903 e il processo Autocrome. 
L'azienda venne assorbita dalla Ciba nel 1961, poi nel 1970 diventò Ilford France.
Nel 1937 l'azienda presentò per prima in Francia la prima 35 mm: il modello Eliy.

## Prodotti

### 35 mm
- Eljy
- Eljy-Club
- Optax
- Starter

### 120 pellicola

#### 6 x 9 pieghevoli
- Lumix
- Ludax
- Lumirex

#### 6 x 9 box
- Scoutbox
- Lux Box
- Box

#### 6 x 9 altre
- Lutac

#### 6×6 TLR
- Lumiflex
- Lumireflex

#### 6 x 6 altre
Lumiclub
Lumière 6x6

### Pellicola  116
- Lumière 6.5×11 (folding)
- Sterelux 6×13 (stereo folding)
- Dialux

### Pellicola 127

#### 3 x 4 pieghevoli
- Elax
- Elax (livello avanzato)
- Elax II